# Skupie (gromada)
Skupie – dawna gromada, czyli najmniejsza jednostka podziału terytorialnego Polskiej Rzeczypospolitej Ludowej w latach 1954–1972.
Gromady, z gromadzkimi radami narodowymi (GRN) jako organami władzy najniższego stopnia na wsi, funkcjonowały od reformy reorganizującej administrację wiejską przeprowadzonej jesienią 1954 do momentu ich zniesienia z dniem 1 stycznia 1973, tym samym wypierając organizację gminną w latach 1954–1972.
Gromadę Skupie z siedzibą GRN w Skupiach utworzono – jako jedną z 8759 gromad – w powiecie siedleckim w woj. warszawskim, na mocy uchwały nr VI/10/18/54 WRN w Warszawie z dnia 5 października 1954. W skład jednostki weszły obszary dotychczasowych gromad Księżopole-Jałmużny, Męczyn kolonia, Pieńki, Skupie, Świniary i Zemły ze zniesionej gminy Skupie w powiecie siedleckim, obszar dotychczasowej gromady Dąbrowa ze zniesionej gminy Wyszków w powiecie węgrowskim oraz obszar dotychczasowej gromady Księżopole-Smolaki ze zniesionej gminy Kudelczyn w powiecie sokołowskim (woj. warszawskie). Dla gromady ustalono 11 członków gromadzkiej rady narodowej.
Gromadę zniesiono 31 grudnia 1959, a jej obszar włączono do gromady Mokobody w tymże powiecie.